# Swiftfox
Swiftfox — браузер, основанный на Mozilla Firefox. Доступен только для платформ на базе Linux и распространяется Джейсоном Хальме. Swiftfox — это тот же Firefox, но оптимизированный под различные процессоры AMD и Intel.
Он доступен для скачивания как в виде исходного кода, так и в бинарном исполнении, однако бинарные сборки распространяются под собственнической лицензией, запрещающей распространение.
Большинство расширений и плагинов Firefox работают и на Swiftfox, так как он мало чем отличается от Firefox. Само название браузера обозначает животное Американская лисица. Браузер Swiftfox отличается от своего собрата некоторым числом изменений (по большей части это «твики») и наличием сборок под разные процессоры.

## Альтернативы
- Исходные коды Firefox и Swiftfox свободны, что позволяет создавать собственные сборки.
- Swiftweasel — оптимизированные сборки Firefox, отличающиеся от Swiftfox свободностью   (Mozilla Public License) и набором дополнений.
- Pale Moon — оптимизированные под современные процессоры и ОС Windows сборки Firefox